# Coscinia anglica
Coscinia anglica är en fjärilsart som beskrevs av Charles Oberthür 1911. Coscinia anglica ingår i släktet Coscinia och familjen björnspinnare. Inga underarter finns listade i Catalogue of Life.